# Europäische Vereinigung von Tageszeitungen in Minderheiten- und Regionalsprachen

MIDAS-Logo

Die Europäische Vereinigung von Tageszeitungen in Minderheiten- und Regionalsprachen (Minority Dailies Association – MIDAS) ist eine politisch unabhängige Non-Profit-Organisation der Minderheitenpresse mit dem Sitz am Center for Autonomy Experience der Europäischen Akademie (EURAC) in Bozen, Südtirol, Italien.
MIDAS wurde im Jahr 2001 von Chefredakteuren einiger Tageszeitungen aus mehr als zehn europäischen Sprachgemeinschaften gegründet. Die Ziele sind eine Koordination gemeinsamer zeitungsrelevanter Fragestellungen; Kooperation in den Bereichen Informationsaustausch, Druck und Marketing; Organisation von Kampagnen, um die Mitgliederzeitungen zu vermarkten und die Unterstützung für Minderheitensprachen und ihre Printmedien durch staatliche und EU-Institutionen.
Jedes Jahr lädt MIDAS Journalisten seiner Mitgliedszeitungen und Journalisten von Mehrheitsmedien zu einer gemeinsamen Study Visit in ein Minderheitengebiet ein, bei dem Informationsaustausch sowie Wissen über Minderheitenschutz und kulturelle Vielfalt in Europa vermittelt wird.
Zur Anerkennung von Journalisten, welche journalistische Standards setzen sowie besondere Beiträge zur kulturellen Vielfalt und den Schutz von Minderheitensprachen verfassen, verleiht MIDAS den Otto von Habsburg- und den Midas-Journalistenpreis.
27 Tageszeitungen aus Kroatien, Tschechien, Dänemark, Finnland, Deutschland, Italien, Serbien, Litauen, Rumänien, Slowakei, Spanien und Schweiz sind dem Verband beigetreten. Die Zeitungen der Mitgliedsverlage erreichen eine Leserschaft von 3 Millionen in elf Sprachen. MIDAS hat EU-Projekte wie Citoyen und NewsSpectrum durchgeführt. Im Jahr 2019 wurde das katalanische Webportal VilaWeb als neues Mitglied in MIDAS aufgenommen und ist damit das erste reine Online-Medienunternehmen, das Mitglied der Vereinigung wird.

## Mitglieder
| Staat       | Sprache          | Zeitung                                  |
| Kroatien    | Italienisch      | La Voce del Popolo                       |
| Tschechien  | Polnisch         | Głos                                     |
| Dänemark    | Deutsch          | Der Nordschleswiger                      |
| Finnland    | Schwedisch       | Ålandstidningen                          |
| Finnland    | Schwedisch       | Hufvudstadsbladet                        |
| Finnland    | Schwedisch       | Nya Åland                                |
| Finnland    | Schwedisch       | Österbottens Tidning                     |
| Finnland    | Schwedisch       | Vasabladet                               |
| Finnland    | Schwedisch       | Västra Nyland                            |
| Deutschland | Dänisch          | Flensborg Avis                           |
| Deutschland | Obersorbisch     | Serbske Nowiny                           |
| Italien     | Deutsch          | Dolomiten                                |
| Italien     | Deutsch          | Neue Südtiroler Tageszeitung             |
| Italien     | Slowenisch       | Primorski dnevnik                        |
| Litauen     | Polnisch         | Kurier Wileński                          |
| Rumänien    | Deutsch          | Allgemeine Deutsche Zeitung für Rumänien |
| Rumänien    | Ungarisch        | Bihari Napló                             |
| Rumänien    | Ungarisch        | Szabadság                                |
| Rumänien    | Ungarisch        | Hargita Népe                             |
| Rumänien    | Ungarisch        | Nyugati Jelen                            |
| Serbien     | Ungarisch        | Magyar Szó                               |
| Slowakei    | Ungarisch        | Új Szó                                   |
| Spanien     | Katalanisch      | Diari de Balears                         |
| Spanien     | Katalanisch      | Regió7                                   |
| Spanien     | Katalanisch      | VilaWeb                                  |
| Spanien     | Baskisch         | Berria                                   |
| Schweiz     | Bündnerromanisch | La Quotidiana                            |